# 全国都道府県マンション管理士会協議会
全国都道府県マンション管理士会協議会（ぜんこくとどうふけんまんしょんかんりしかいきょうぎかい）は、全国の各都道府県単位のマンション管理士会が集まって組織された連絡協議団体である。全国のマンション管理士会の連絡調整、国及び関係団体との連携・協力、国及び関係団体等に対する要望活動、マンション管理士制度の普及活動、マンション管理に関する調査研究、マンション管理士の研修などを行ったほか、全国一斉マンション管理士相談日を発案して、加盟団体に無料相談会の実施を促した。2007年に日本マンション管理士会連合会を設立して発展的に解散した。

## 概要
- 設立: 2004年3月20日
- 解散: 2007年12月10日
- 略称: 全国協
- 会長: 諏訪部一徳

## 加盟していた団体
- NPO北海道マンション管理士会
- 秋田県マンション管理士会
- 宮城県マンション管理士会
- 福島県マンション管理士会
- 新潟県マンション管理士会
- 茨城県マンション管理士会
- 埼玉県マンション管理士会
- 千葉県マンション管理士会
- 東京都マンション管理士会
- 神奈川県マンション管理士会
- NPO静岡県マンション管理士会
- 愛知県マンション管理士会
- 三重県マンション管理士会
- 奈良県マンション管理士会
- 京都マンション管理士会
- 兵庫県マンション管理士会
- 広島県マンション管理士会
- 島根県マンション管理士会
- 香川県マンション管理士会
- 愛媛県マンション管理士会
- 高知県マンション管理士会
- 山口県マンション管理士会
- 福岡県マンション管理士会
- 大分県マンション管理士会